# Готель «Америка»
«Готель „Америка“» («Hôtel des Amériques») — французька кінодрама 1981 року, знята режисером Андре Тешіне, з Катрін Денев і Патрік Деваром у головних ролях.

## Сюжет
Елен, анестезіолог, одного вечора на Біарріц-Стріт мало не збила на своєму автомобілі Жіля. Її колишній коханий потонув нещодавно, і вона все ще не може оговтатися від втрати. Але після дивної ночі, проведеної з Жілем, вона закохується в нього. Поступово вони стають одержими один одним.

## У ролях
- Патрік Девар — Жіль Тіссеро
- Катрін Денев — Елен
- Етьєн Шіко — Бернар
- Сабін Одепен — Еліза Тіссер
- Домінік Лаванан — Жаклін
- Жозіан Баласко — Колетт
- Франсуа Перро — Рудель
- Жан-Луї Вітрак — Люк
- Фредеріка Рушо — мати Жіля
- Жак Дішамп — клієнт готелю
- Жак Ноло — роль другого плану
- Катрін Реті — роль другого плану
- Франсін Рабас — касирка
- Мішель Саваж — співробітник шляхів сполучення
- Розмарі Лінузі — невідома клієнтка
- Мішель Бан де Ломені — мати Колетт
- Клод Собо — роль другого плану
- Жерар Делеріс — роль другого плану
- Катрін Карре — роль другого плану
- Паскаль Бернішон — роль другого плану

## Знімальна група
- Режисер — Андре Тешіне
- Сценаристи — Андре Тешіне, Жіль Торан
- Оператор — Бруно Ньюттен
- Композитор — Філіпп Сард
- Художник — Жан-П'єр Кою-Свелко
- Продюсер — Ален Сард